# Fontolière
Die Fontolière (auch: Fontaulière) ist ein Fluss in Frankreich, der im Département Ardèche in der Region Auvergne-Rhône-Alpes verläuft. Sie entspringt in den Cevennen, südöstlich des Gipfels Suc de Bauzon (1472 m), im Gemeindegebiet von Montpezat-sous-Bauzon, entwässert generell Richtung Südost durch den Regionalen Naturpark Monts d’Ardèche und mündet nach rund 21 Kilometern gegenüber von Pont-de-Labeaume als linker Nebenfluss in die Ardèche.

## Orte am Fluss
- Le Roux
- Montpezat-sous-Bauzon
- Chirols
- Meyras